# Etoposide
Etoposide is een kankerremmende stof die afgeleid is van podofyllotoxine, een stof die uit de wortel van de plant Podophyllum peltatum gewonnen wordt.
Etoposide wordt aangeduid als een topo-isomerase II-inhibitor. Het enzym topo-isomerase II speelt een essentiële rol in de replicatie en transcriptie van DNA. De inhibitie van dit enzym verstoort dus de celdeling van tumorcellen.
Het wordt gebruikt in chemotherapie, in combinatie met andere chemische middelen, tegen leukemie, teelbalkanker, kleincellige longkanker en non-hodgkinlymfoom.
Etoposide werd in de jaren zestig van de twintigste eeuw door Sandoz ontwikkeld en is nu als generiek geneesmiddel verkrijgbaar. Etopophos van Bristol-Myers Squibb is de prodrug etoposidefosfaat; dat heeft het voordeel van beter oplosbaar te zijn in water. In het lichaam ontbindt het tot etoposide.
Etoposide wordt door het Internationaal Agentschap voor Kankeronderzoek geclassificeerd als waarschijnlijk carcinogeen voor mensen (groep 2A).
De stof is opgenomen in de lijst van essentiële geneesmiddelen van de WHO.